# WTA Nottingham
Das WTA Nottingham (offiziell: Lexus Nottingham Open, früher Nature Valley Open, Aegon Open Nottingham, Viking Open Nottingham und Rothesay Open Nottingham) ist ein professionelles Tennisturnier der WTA Tour, das seit 2015 in Nottingham ausgetragen wird. Es wird neben dem WTA ’s-Hertogenbosch in der ersten Wochen der ab 2015 auf fünf Wochen verlängerten Rasensaison ausgetragen. An selber Stelle fand vorher das Aegon Trophy, ein $75.000 ITF-Turnier, statt.
Die Einzelsiegerin bekommt die Elena Baltacha Trophy verliehen, die zu Ehren von Elena Baltacha nach ihr benannt wurde.

## Siegerliste

### Einzel
| Jahr                         | Siegerin            | Finalgegnerin     | Ergebnis        |
| ---------------------------- | ------------------- | ----------------- | --------------- |
| ↓ Kategorie: International ↓ |                     |                   |                 |
| 2015                         | Ana Konjuh          | Monica Niculescu  | 1:6, 6:4, 6:2   |
| 2016                         | Karolína Plíšková   | Alison Riske      | 7:68, 7:5       |
| 2017                         | Donna Vekić         | Johanna Konta     | 2:6, 7:63, 7:5  |
| 2018                         | Ashleigh Barty      | Johanna Konta     | 6:3, 3:6, 6:4   |
| 2019                         | Caroline Garcia     | Donna Vekić       | 2:6, 7:64, 7:64 |
| 2020                         | abgesagt            | abgesagt          | abgesagt        |
| ↓ Kategorie: 250 ↓           |                     |                   |                 |
| 2021                         | Johanna Konta       | Zhang Shuai       | 6:2, 6:1        |
| 2022                         | Beatriz Haddad Maia | Alison Riske      | 6:4, 1:6, 6:3   |
| 2023                         | Katie Boulter       | Jodie Burrage     | 6:3, 6:3        |
| 2024                         | Katie Boulter       | Karolína Plíšková | 4:6, 6:3, 6:2   |
| 2025                         | McCartney Kessler   | Dajana Jastremska | 6:4, 7:5        |

### Doppel
| Jahr                         | Siegerinnen                         | Finalgegnerinnen                   | Ergebnis          |
| ---------------------------- | ----------------------------------- | ---------------------------------- | ----------------- |
| ↓ Kategorie: International ↓ |                                     |                                    |                   |
| 2015                         | Raquel Kops-Jones Abigail Spears    | Jocelyn Rae Anna Smith             | 3:6, 6:3, [11:9]  |
| 2016                         | Andrea Hlaváčková Peng Shuai        | Gabriela Dabrowski Yang Zhaoxuan   | 7:5, 3:6, [10:7]  |
| 2017                         | Monique Adamczak Storm Sanders      | Jocelyn Rae Laura Robson           | 6:4, 4:6, [10:4]  |
| 2018                         | Alicja Rosolska Abigail Spears      | Mihaela Buzărnescu Heather Watson  | 6:3, 7:65         |
| 2019                         | Desirae Krawczyk Giuliana Olmos     | Ellen Perez Arina Rodionova        | 7:65, 7:5         |
| 2020                         | abgesagt                            | abgesagt                           | abgesagt          |
| ↓ Kategorie: 250 ↓           |                                     |                                    |                   |
| 2021                         | Ljudmyla Kitschenok Makoto Ninomiya | Caroline Dolehide Storm Sanders    | 6:4, 6:73, [10:8] |
| 2022                         | Beatriz Haddad Maia Zhang Shuai     | Caroline Dolehide Monica Niculescu | 7:62, 6:3         |
| 2023                         | Ulrikke Eikeri Ingrid Neel          | Harriet Dart Heather Watson        | 7:66, 5:7, [10:8] |
| 2024                         | Gabriela Dabrowski Erin Routliffe   | Harriet Dart Diane Parry           | 5:7, 6:3, [11:9]  |
| 2025                         | Beatriz Haddad Maia Laura Siegemund | Anna Danilina Ena Shibahara        | 6:3, 6:2          |